# 飯田佳之
飯田 佳之（いいだ よしゆき）は、日本のカメラマン、撮影技師、撮影監督。大阪芸術大学映像学科映画コース卒。
東映京都撮影所にて映画の撮影助手としてキャリアスタート。
拠点を東京に移し、映画/CM/ドラマ/MV中心に活躍。中島哲也監督作品を多く出がける阿藤正一カメラマンに師事。

## 主な撮影作品

### 劇場映画
- 『九月の恋と出会うまで』（2019年）監督：山本透[4]
- 『30歳まで童貞だと魔法使いになれるらしい』（2022年）監督：風間太樹[5]
- 『レンタル×ファミリー』（2023年）監督：阪本武仁[6]

### ドラマ
- 『30歳まで童貞だと魔法使いになれるらしい（日本版）』（2020年）監督：風間太樹[7]
- 『♾️ゾッキ見張り台』（2022年）監督：山田孝之[8]
- 『♾️ゾッキシーン１』（2022年）監督：齊藤工[9]
- Amazon Prime『恋に落ちたおひとりさま〜スタンダールの恋愛論〜』（2022年）監督：前田哲[10]
- huluクリエイターズチャレンジ『ヒロインの親友はハードスケジュール!!』（2023年）監督：てつおとゆうほ[11]
- huluクリエイターズチャレンジ『そこに光があるなら』（2023年）監督：カワイヒバリ[11]
- フジテレビ月9『366日』（2024年）監督：平川雄一朗[12]

### ミュージック・ビデオ
- ココロオークション「雨音」（2015年）監督：馬杉雅喜[13]
- フィッシャーズ「大漁船団　サカナンジャー」（2022年）監督：入江悠[14]

### CM
- 大塚製薬「ポカリガチダンス」（2016年）出演：八木莉可子[15]
- ソフトバンク/ワイモバイル「正月ふてニャン缶」（2016年）出演：桐谷美玲/ピコ太郎[16]
- 『放置少女』（2020年）出演：橋本環奈、監督：岸塚祐季
- JRA『ウマのそら。』シリーズ（2022年）出演：長澤まさみほか、監督：大江海
- 『ワンピースカードゲーム』（2022年）出演：橋本環奈、監督：佐藤洋輔

### その他
- 映画『AI崩壊』Bカメラ、B班（2020年）監督：入江悠[17]
- 映画『踊ってミタ』カメラオペレーター（2020年）監督：飯塚俊光[18]
- MV『のん - 夢が傷むから（Inspired by 東京百景）』Bカメラ（2024年）監督：のん[19]
- 京都映画企画市『サバイバル忍者』（2024年）監督：馬杉雅喜[20]

## 受賞
- 第106回ザテレビジョンドラマアカデミー賞　最優秀作品賞[21]
- 第77回毎日映画コンクール TSUTAYAファン賞『チェリまほ　THE MOVIE』[22]